# Kage Baker

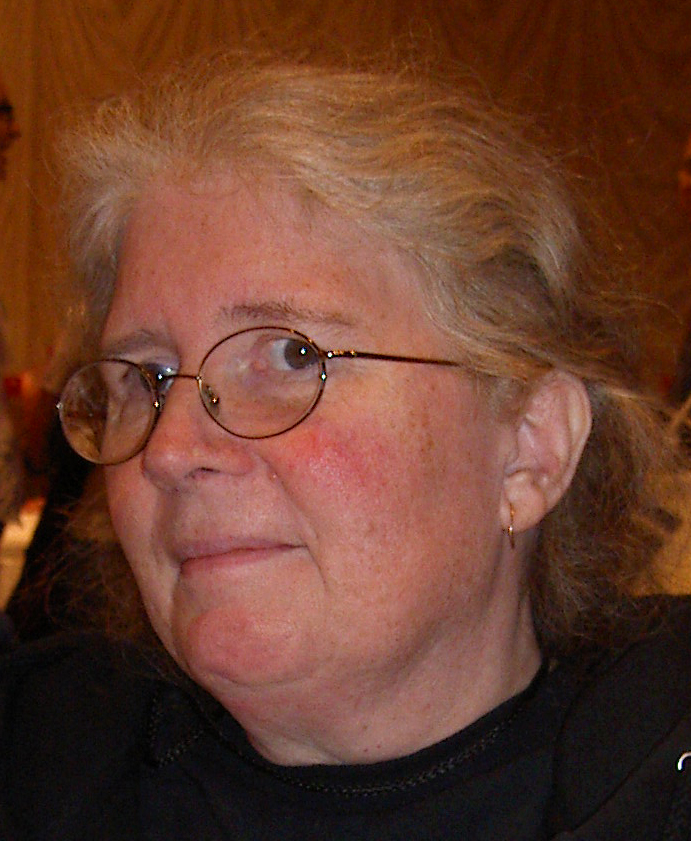
Kage Baker (2009)

Kage Baker (Hollywood, 10 juni 1952 - Pismo Beach, 31 januari  2010) was een Amerikaanse sciencefiction- en fantasyauteur.
Baker werkte aanvankelijk bij het theater en zij doceerde vroegmodern Engels. Als schrijfster werd zij bekend met "The Company-cyclus", een romanreeks met het thema 'tijdreizen'. In 1997 werd een aantal korte verhalen gepubliceerd in "Asimov's Science Fiction". Dat jaar verscheen ook haar eerste roman "In The Garden of Iden". Werk van haar werd ook genomineerd voor een Hugo Award. Haar ongewone voornaam is een combinatie van de voornamen van haar twee grootmoeders, Kate en Genevieve. Baker overleed in januari 2010 aan kanker.

## Werken
Boeken

### „The Company“-cyclus
- In The Garden of Iden (1997)
- Sky Coyote (1999)
- Mendoza in Hollywood (2000)
- The Graveyard Game (2001)
- The Life of the World to Come (2004)
- The Children of the Company (2005)
- The Machine's Child (2006)
- The Sons of Heaven (2007)

### Korte verhalen uit „The Company“
- Black Projects, White Knights: The Company Dossiers (2002)
- Gods and Pawns (2007)

### Romans buiten de „The Company“
- The Angel in the Darkness (limited edition chapbook, 2003)
- Rude Mechanicals (limited edition chapbook, 2007)

### Andere werken
- Anvil of the World (2003)
- Mother Ægypt and Other Stories (2004)
- Dark Mondays (2006)
- The House of the Stag (2010?)